# Bítouchov
Bítouchov település Csehországban, a Mladá Boleslav-i járásban. Bítouchov Josefův Důl, Bakov nad Jizerou, Mladá Boleslav, Hrdlořezy és Bradlec településekkel határos. Lakosainak száma 418 fő (2024. január 1.).

## Népesség
A település lakosságának változását az alábbi diagram mutatja:
| Lakosok száma | 525  | 578  | 562  | 416  | 315  | 340  | 336  | 377  | 431  | 418  |
|               | 1869 | 1900 | 1921 | 1961 | 1980 | 2011 | 2016 | 2019 | 2021 | 2024 |